# 保福寺 (南足柄市)

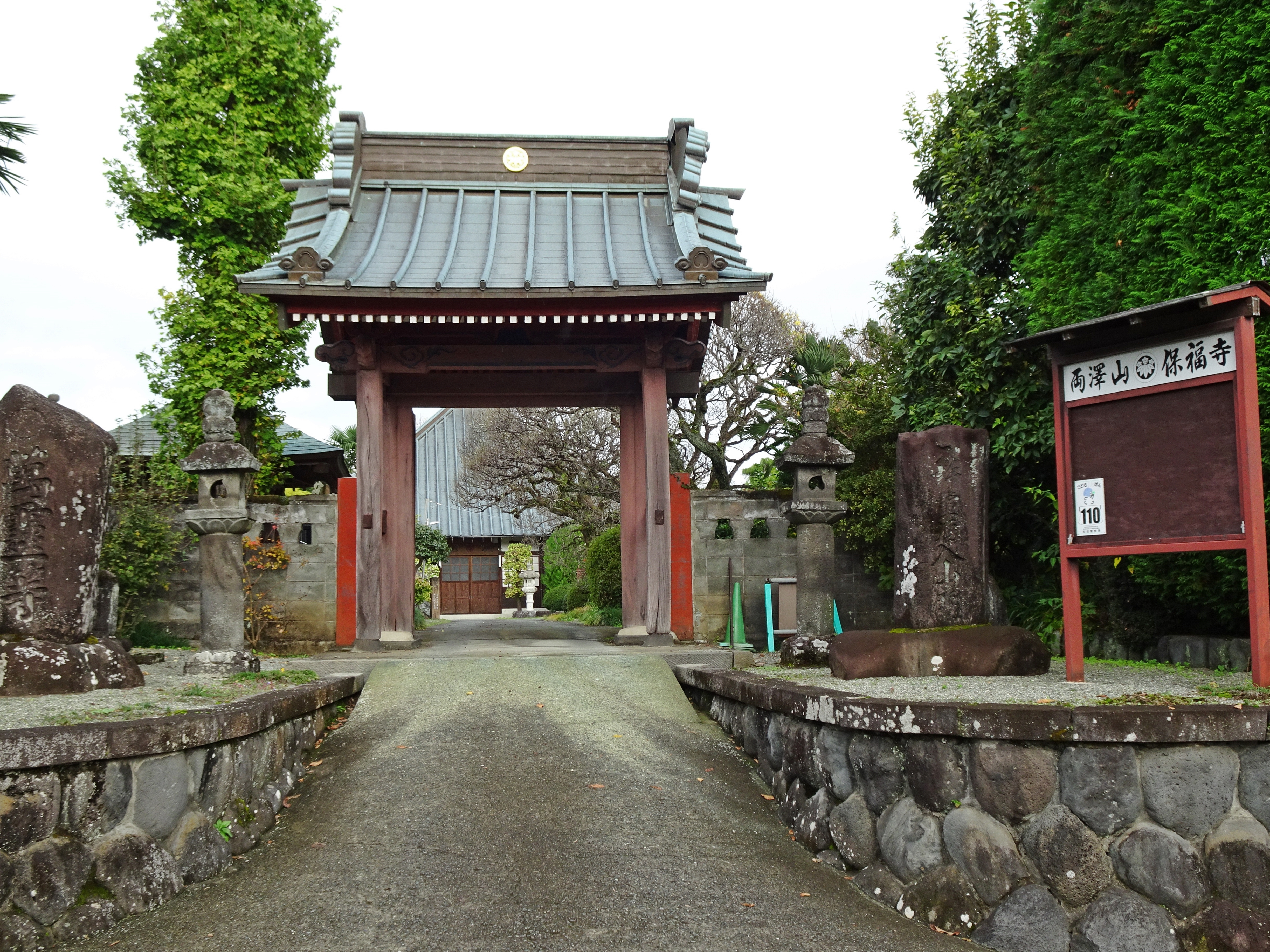
保福寺山門

保福寺（ほふくじ）は、神奈川県南足柄市に所在する曹洞宗の寺院。

## 歴史
創建年代は不明である。ただ当寺が所蔵し、神奈川県の重要文化財に指定されている本尊の薬師如来像や十一面観音像が、いずれも平安時代末期から鎌倉時代初期の作とされることから、それなりの古刹であることが推測できる。
1521年（大永元年）、香集寺 （山北町）の香山良聞大和尚によって中興された。元々は臨済宗の寺院であったが、このときに曹洞宗に転宗した。

## 文化財
- 木造薬師如来坐像（神奈川県指定重要文化財 昭和31年8月17日指定）[3]
- 木造十一面観音立像（神奈川県指定重要文化財 昭和31年8月17日指定）[3]

## 交通アクセス
- 山北駅より徒歩42分。